# Antennella biarmata
Antennella biarmata is een hydroïdpoliep uit de familie Halopterididae. De poliep komt uit het geslacht Antennella. Antennella biarmata werd in 1927 voor het eerst wetenschappelijk beschreven door Nutting. 